# Фьёльнир
Фьёльнир (др.-сканд. Fjölnir) — легендарный правитель Уппсалы из династии Инглингов, правивший, согласно «Песни о Гротти», приблизительно на рубеже I века до н. э. и I века н. э.

## В средневековых источниках
Согласно «Саге об Инглингах», Фьёльнир был сыном Ингви-Фрейра и Герд, дочери Гюмира. При нём продолжался «мир Фроди», установившийся при его отце. Фроди Миротворец был современником и другом Фьёльнира, двое правителей часто навещали друг друга. Именно в одной из таких поездок Фроди купил в Швеции Фенью и Менью. Однажды, когда Фьёльнир был в гостях у Фроди, он отправился ночью по нужде и, поскольку был сонный и пьяный, упал в чан с мёдом, в котором и утонул. Об этом пишет Тьодольв из Хвинира:

Рок настиг,

Обрек смерти

Фьёльнира

В доме Фроди.

Ждал конец

Вождя ратей

В бухте безбурной

Бычьих копий
— Сага об Инглингах XI.
В книге I «Деяний данов» Фьёльнир соответствует Хундингу, а Фроди — Хадингу, но детали в истории смерти Хундинга/Фьёльнира различаются. Хундинг получил ложное известие о смерти Хаддинга и организовал роскошный пир в память о друге. Во время этого пира он споткнулся, упал в огромный чан с питьём и утонул.
Сыном Фьёльнира был Свейгдир, правивший после отца.

## Мнения учёных
Основной сохранившийся источник, рассказывающий о Фьёльнире, — «Круг земной» Снорри Стурлусона, сборник саг, составленный в XIII веке. Письменная традиция о ранних Инглингах возникла не раньше XII века, а потому она крайне ненадёжна. По выражению исследовательницы Гвинн Джонс, это скорее «мир легенд и сказок», чем мир истории.
Клаус Крэг видит в рассказе Снорри о Фьёльнире, его сыне Свейгдире, внуке Ванланди и правнуке Висбуре отражение учения о четырёх стихиях: Фьёльнира убила вода, Свейгдира — земля, Ванланди — воздух, а Висбура — огонь. Джон Мак-Киннелл предположил, что речь здесь идет скорее о трёх разрушительных силах природы. Описание смерти Фьёльнира, по мнению Мак-Киннелла, может быть метафорой смерти от избытка.
Существует предположение, что история Фьёльнира — эвгемеризированный миф: Фьёльнир — демон зерна, который должен утонуть в напитке, чтобы придать ему крепость.